# Route nationale 60 (Madagaskar)

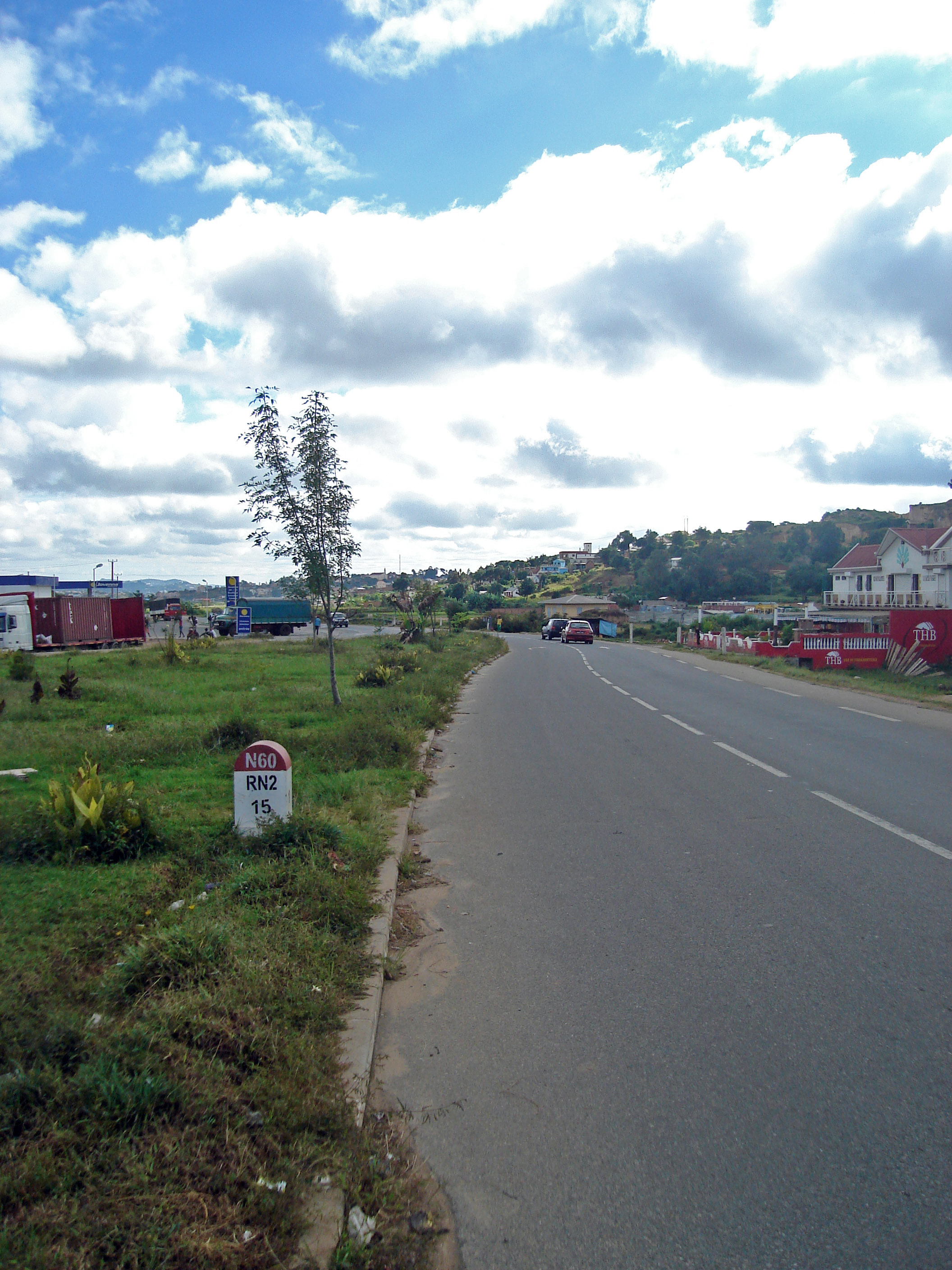
Erster Kilometerstein der RN 60 am Abzweig von der RN 7 im Süden Antananarivos

Die Route nationale 60 (RN 60) ist eine 14 km lange, asphaltierte Nationalstraße in Madagaskar. Sie verbindet die RN 7 mit der RN 2 und bildet dadurch die südöstliche Umfahrung des Stadtgebietes von Antananarivo. Die Straße wurde 2006 mit japanischer Entwicklungshilfe gebaut und trägt den Namen Boulevard de Tokyo. Sie weist in jeder Richtung eine Fahrspur und eine Standspur sowie Abbiegespuren an Kreuzungen auf und ist damit für die Landesverhältnisse sehr gut ausgebaut. Dadurch lassen sich Fahrer zu überhöhter Geschwindigkeit verleiten, was oft zu tödlichen Unfällen führt und der Straße den Beinamen La route de la mort (deutsch Die Todesstraße) einbrachte.